# Tour der British Lions nach Südafrika 1968
| Tour der British Lions nach Südafrika 1968 | Tour der British Lions nach Südafrika 1968 | Tour der British Lions nach Südafrika 1968 | Tour der British Lions nach Südafrika 1968 | Tour der British Lions nach Südafrika 1968 |
| Übersicht                                  | S                                          | G                                          | U                                          | N                                          |
| ------------------------------------------ | ------------------------------------------ | ------------------------------------------ | ------------------------------------------ | ------------------------------------------ |
| Test Matches                               | 04                                         | 0                                          | 1                                          | 3                                          |
| Sonstige Spiele                            | 16                                         | 15                                         | 0                                          | 1                                          |
| Gesamt                                     | 20                                         | 15                                         | 1                                          | 4                                          |
|                                            |                                            |                                            |                                            |                                            |
| Südafrika                                  | 04                                         | 0                                          | 1                                          | 3                                          |

Die Tour der British Lions nach Südafrika 1968 war eine Rugby-Union-Tour der als British Lions bezeichneten Auswahlmannschaft (heute British and Irish Lions). Sie reiste von Mai bis Juli 1968 durch Südafrika und bestritt während dieser Zeit 20 Spiele, darunter vier Test Matches gegen die südafrikanische Nationalmannschaft. Von den 16 Spielen gegen regionale Auswahlteam gewannen die Lions 15, die einzige Niederlage resultierte gegen die Auswahl von Transvaal. Auf dem Programm standen auch Begegnungen mit den Auswahlteams von Rhodesien und Südwestafrika. Die Test-Match-Serie gegen die Springboks verlief mit einem Unentschieden und drei Niederlagen enttäuschend.

## Spielplan
- Hintergrundfarbe grün = Sieg
- Hintergrundfarbe gelb = Unentschieden
- Hintergrundfarbe rot = Niederlage

(Test Matches sind grau unterlegt; Ergebnisse aus der Sicht der Lions)
| #  | Datum         | Gegner                  | Ort            | Stadion                 | Ergebnis |
| -- | ------------- | ----------------------- | -------------- | ----------------------- | -------- |
| 01 | 18. Mai 1968  | Western Transvaal       | Potchefstroom  | Olën Park               | 20:12    |
| 02 | 22. Mai 1968  | Western Province        | Kapstadt       | Newlands Stadium        | 10:6     |
| 03 | 25. Mai 1968  | South Western Districts | Mossel Bay     |                         | 24:6     |
| 04 | 29. Mai 1968  | Eastern Province        | Port Elizabeth | Boet Erasmus Stadium    | 23:4     |
| 05 | 01. Juni 1968 | Natal                   | Durban         | Kings Park Stadium      | 17:5     |
| 06 | 03. Juni 1968 | Rhodesien               | Salisbury      | Police Ground           | 32:6     |
| 07 | 08. Juni 1968 | Südafrika               | Pretoria       | Loftus Versfeld Stadium | 20:25    |
| 08 | 12. Juni 1968 | North Western Cape      | Upington       |                         | 25:5     |
| 09 | 15. Juni 1968 | Südwestafrika           | Windhoek       | South West Stadium      | 23:0     |
| 10 | 18. Juni 1968 | Transvaal               | Johannesburg   | Ellis Park Stadium      | 6:14     |
| 11 | 22. Juni 1968 | Südafrika               | Port Elizabeth | Boet Erasmus Stadium    | 6:6      |
| 12 | 29. Juni 1968 | Eastern Transvaal       | Springs        | PAM Brink Stadium       | 37:9     |
| 13 | 03. Juli 1968 | Northern Transvaal      | Pretoria       | Loftus Versfeld Stadium | 22:19    |
| 14 | 06. Juli 1968 | Griqualand West         | Kimberley      | De Beers Stadium        | 11:3     |
| 15 | 08. Juli 1968 | Boland                  | Wellington     | Boland Park             | 14:0     |
| 16 | 13. Juli 1968 | Südafrika               | Kapstadt       | Newlands Stadium        | 6:11     |
| 17 | 17. Juli 1968 | Border                  | East London    | Border Ground           | 26:6     |
| 18 | 20. Juli 1968 | Orange Free State       | Bloemfontein   | Free State Stadium      | 9:3      |
| 19 | 22. Juli 1968 | North Eastern Cape      | Cradock        |                         | 40:12    |
| 20 | 27. Juli 1968 | Südafrika               | Johannesburg   | Ellis Park Stadium      | 6:19     |

## Test Matches
| 8. Juni 1968 | Südafrika                                                                                       | 25 : 20         | British Lions                                                  | Loftus Versfeld Stadium, Pretoria Zuschauer: 74.000 Schiedsrichter: Max Baise (Südafrika) |
| 8. Juni 1968 | Versuche: de Villiers du Preez Naude Erhöhungen: Visagie (2) Straftritte: Naude (2) Visagie (2) | (16:11) Bericht | Versuche: McBride Erhöhungen: Kiernan Straftritte: Kiernan (5) | Loftus Versfeld Stadium, Pretoria Zuschauer: 74.000 Schiedsrichter: Max Baise (Südafrika) |

Aufstellungen:
- Südafrika: Tommy Bedford, Dawie de Villiers , Corra Dirksen, Frik du Preez, Jan Ellis, Jannie Engelbrecht, Rodney Gould, Piet Greyling, Hannes Marais, Mof Myburgh, Tiny Naude, Sydney Nomis, Eben Olivier, Gys Pitzer, Piet Visagie
- Lions: Rodger Arneil, Barry Bresnihan, Mick Doyle, Gareth Edwards, Barry John, Tom Kiernan , Willie John McBride, Syd Millar, John O’Shea, Maurice Richards, Keith Savage, Peter Stagg, Bob Taylor, Jock Turner, Jeff Young 
 Auswechselspieler: Mike Gibson

| 22. Juni 1968 | Südafrika                  | 6 : 6         | British Lions        | Boet Erasmus Stadium, Port Elizabeth Zuschauer: 57.000 Schiedsrichter: Johan Schoeman (Südafrika) |
| 22. Juni 1968 | Straftritte: Naude Visagie | (3:3) Bericht | Straftritte: Kiernan | Boet Erasmus Stadium, Port Elizabeth Zuschauer: 57.000 Schiedsrichter: Johan Schoeman (Südafrika) |

Aufstellungen:
- Südafrika: Tommy Bedford, Dawie de Villiers , Corra Dirksen, Frik du Preez, Jan Ellis, Jannie Engelbrecht, Rodney Gould, Thys Lourens, Hannes Marais, Mof Myburgh, Tiny Naude, Sydney Nomis, Eben Olivier, Gys Pitzer, Piet Visagie
- Lions: Rodger Arneil, Barry Bresnihan, Gareth Edwards, Mike Gibson, Alexander Hinshelwood, Tony Horton, Tom Kiernan , Willie John McBride, Syd Millar, Peter Larter, John Pullin, Keith Savage, Bob Taylor, Jim Telfer, Jock Turner

| 13. Juli 1968 | Südafrika                                                        | 11 : 6        | British Lions            | Newlands Stadium, Kapstadt Zuschauer: 46.100 Schiedsrichter: Max Baise (Südafrika) |
| 13. Juli 1968 | Versuche: Lourens Erhöhungen: Visagie Straftritte: Naude Visagie | (3:3) Bericht | Straftritte: Kiernan (2) | Newlands Stadium, Kapstadt Zuschauer: 46.100 Schiedsrichter: Max Baise (Südafrika) |

Aufstellungen:
- Südafrika: Tommy Bedford, Gertjie Brynard, Dawie de Villiers , Frik du Preez, Jan Ellis, Rodney Gould, Thys Lourens, Hannes Marais, Mof Myburgh, Tiny Naude, Sydney Nomis, Eben Olivier, Gys Pitzer, Mannetjies Roux, Piet Visagie
- Lions: Rodger Arneil, Mike Coulman, Gerald Davies, Mike Gibson, Tony Horton, Tom Kiernan , Willie John McBride, John Pullin, Maurice Richards, Keith Savage, Peter Stagg, Bob Taylor, Jim Telfer, Jock Turner, Roger Young 
 Auswechselspieler: Delme Thomas

| 27. Juli 1968 | Südafrika                                                                   | 19 : 6        | British Lions            | Ellis Park Stadium, Johannesburg Zuschauer: 62.200 Schiedsrichter: Albert Strasheim (Südafrika) |
| 27. Juli 1968 | Versuche: Ellis Nomis Olivier Roux Erhöhungen: Visagie (2) Dropgoals: Gould | (6:3) Bericht | Straftritte: Kiernan (2) | Ellis Park Stadium, Johannesburg Zuschauer: 62.200 Schiedsrichter: Albert Strasheim (Südafrika) |

Aufstellungen:
- Südafrika: Tommy Bedford, Gertjie Brynard, Dawie de Villiers , Frik du Preez, Jan Ellis, Rodney Gould, Thys Lourens, Hannes Marais, Tiny Naude, Tiny Neethling, Sydney Nomis, Eben Olivier, Gys Pitzer, Mannetjies Roux, Piet Visagie
- Lions: Rodger Arneil, Barry Bresnihan, Gordon Connell, Mike Gibson, Tony Horton, Tom Kiernan , Willie John McBride, John Pullin, Maurice Richards, Keith Savage, Peter Stagg, Bob Taylor, Jim Telfer, Delme Thomas, Jock Turner

## Kader

### Management
- Tourmanager: David Brooks
- Assistent: Ronnie Dawson
- Kapitän: Tom Kiernan

### Spieler
| Spieler               | Position         | Mannschaft                    |
| --------------------- | ---------------- | ----------------------------- |
| Gordon Connell        | Gedrängehalb     | Trinity Academicals RFC       |
| Gareth Edwards        | Gedrängehalb     | Cardiff RFC                   |
| Roger Young           | Gedrängehalb     | Queen’s University RFC        |
| Barry John            | Verbinder        | Cardiff RFC                   |
| Jock Turner           | Verbinder        | Gala RFC                      |
| Barry Bresnihan       | Innendreiviertel | University College Dublin RFC |
| Mike Gibson           | Innendreiviertel | North of Ireland FC           |
| Keith Jarrett         | Innendreiviertel | Newport RFC                   |
| Billy Raybould        | Innendreiviertel | London Welsh RFC              |
| Gerald Davies         | Außendreiviertel | Cardiff RFC                   |
| Alexander Hinshelwood | Außendreiviertel | London Scottish FC            |
| Keri Jones            | Außendreiviertel | Cardiff RFC                   |
| Keith Savage          | Außendreiviertel | Northampton Saints            |
| Bob Hiller            | Schlussmann      | Harlequins                    |
| Tom Kiernan           | Schlussmann      | Cork Constitution             |
| Maurice Richards      | Schlussmann      | Cardiff RFC                   |

| Spieler             | Position             | Mannschaft              |
| ------------------- | -------------------- | ----------------------- |
| John Pullin         | Hakler               | Bristol Rugby           |
| Jeff Young          | Hakler               | Harrogate RFC           |
| Mike Coulman        | Pfeiler              | Moseley RFC             |
| Tony Horton         | Pfeiler              | Blackheath FC           |
| Syd Millar          | Pfeiler              | Ballymena RFC           |
| John O’Shea         | Pfeiler              | Cardiff RFC             |
| Ken Goodall         | Zweite-Reihe-Stürmer | City of Derry RFC       |
| Peter Larter        | Zweite-Reihe-Stürmer | Northampton Saints      |
| Willie John McBride | Zweite-Reihe-Stürmer | Ballymena RFC           |
| Peter Stagg         | Zweite-Reihe-Stürmer | Sale Sharks             |
| Delme Thomas        | Zweite-Reihe-Stürmer | Llanelli RFC            |
| Rodger Arneil       | Flügelstürmer        | Edinburgh Academical FC |
| Mick Doyle          | Flügelstürmer        | Blackrock College RFC   |
| John Taylor         | Flügelstürmer        | London Welsh RFC        |
| Bob Taylor          | Flügelstürmer        | Northampton Saints      |
| Bryan West          | Flügelstürmer        | Northampton Saints      |
| Jim Telfer          | Nummer Acht          | Melrose RFC             |